# Camille Cottin (Fußballspieler)
Camille Cottin (* 10. Februar 1910 in Paris-l’Hôpital, Département Saône-et-Loire; † 18. April 1988) war ein französischer Fußballspieler und -trainer.

## Spielerkarriere
Über die Anfänge von Camille Cottins Laufbahn liegen bisher keine Informationen vor. Bei Einführung des Professionalismus und einer landesweiten Liga im französischen Fußball (1932) stand er bei dem Peugeot-„Werksclub“ FC Sochaux unter Vertrag. In seiner ersten Saison dort gehörte der Stürmer mit sechs Punktspieltreffern zu den erfolgreichsten Torschützen seiner Elf. Anschließend wechselte er dennoch zum Vizemeister AS Cannes, der die Spielzeit allerdings nur als Zehnter der 14er-Liga beendete. Daraufhin schloss er sich 1934 dem Traditionsverein Racing Roubaix an, der zu diesem Zeitpunkt nur in der zweiten Division spielte. Cottin brachte es 1934/35 auf 13 Einsätze und drei Treffer; ein Jahr später hatte er mit 16 Toren in 32 Spielen maßgeblichen Anteil an Racings zweitem Tabellenplatz, der zugleich den Aufstieg in die Division 1 bedeutete. Auch im fußballerischen „Oberhaus“ stürmte er durchaus erfolgreich für die in der Abschlusstabelle auf dem 12. Rang platzierten Nordfranzosen (1936/37: 28 Punktspiele mit sieben Treffern). 1938 verließ er Roubaix und heuerte beim Zweitdivisionär Stade Reims an, wo er als Halbrechter neben dem jungen Albert Batteux gleichfalls zur Stammformation gehörte; auch bei Reims’ überraschendem Vorstoß bis in das Pokal-Viertelfinale nach einem Erfolg über die AS Saint-Étienne stand er auf dem Rasen. Kurz vor Kriegsausbruch wurde er dennoch an Racing Strasbourg abgegeben; dies war seine letzte Saison als „Nur-Spieler“.

### Vereinsstationen als Spieler
- 1932/33: FC Sochaux-Montbéliard
- 1933/34: AS Cannes
- 1934–1938: Racing Club Roubaix (1934–1936 in D2)
- 1938/39: Stade de Reims (in D2)
- 1939/40: Racing Club Strasbourg

## Trainerlaufbahn
1940 kehrte Camille Cottin zu Stade Reims zurück und arbeitete dort während der (heute als inoffizielle Wettbewerbe geltenden) „Kriegsmeisterschaften“ als Spielertrainer für den in die Nordgruppe der ersten Liga aufgenommenen Klub; ein Jahr später löste ihn in dieser Funktion Jules Vandooren ab, und Cottin trainierte zwei Amateurvereine in Saumur bzw. Cholet (CO Cholet). Ab 1949 war er beim Zweitligisten SCO Angers tätig, wohin er bei seinem Amtsantritt das seinerzeit größte Talent des französischen Fußballs, Raymond Kopa, „mitbrachte“ und bis 1951 weiterentwickelte. In den folgenden zehn Jahren trainierte er den im Amateurbereich spielenden FC Limoges, ab 1955 den Erstligisten FC Nancy, der 1957 allerdings in die zweite Division abstieg, und anschließend, nicht weit von seinem Geburtsort entfernt, die unterklassige US Blanzy-Montceau.
Im Sommer 1963 verpflichtete ihn das inzwischen auf höchstes europäisches Niveau gestiegene Stade Reims als Nachfolger von Erfolgstrainer Albert Batteux; Camille Cottin vermochte diese schwere Aufgabe angesichts zahlreicher Verletzungen wichtiger Spieler (Kopa, Piantoni, Rodzik und Wendling) nicht erfolgreich zu bewältigen, bekam schon mitten während der Saison mit Jean Prouff einen „technischen Berater“ vorgesetzt – und konnte den Abstieg des vorjährigen Vizemeisters so wenig verhindern wie das vorzeitige Aus der Rémois im Europapokal der Landesmeister. Was nach 1964 aus Cottin geworden ist, ist bisher nicht zu ermitteln.

### Trainerstationen
- 1940/41: Stade de Reims
- 1941–1943: Olympique Saumur
- 1944–1949: Club Olympique Cholet
- 1949–1951: SC de l’Ouest Angers
- 1951–?: FC Limoges
- 1955–1957: FC Nancy
- 1957–1961: US Blanzy-Montceau
- 1963/64: Stade de Reims